# La Tour-en-Jarez
La Tour-en-Jarez là một xã trong tỉnh Loire miền trung nước Pháp.